# Oreské (okres Skalica)
Oreské (Hongaars: Kisdiós) is een Slowaakse gemeente in de regio Trnava, en maakt deel uit van het district Skalica.
Oreské telt 348 inwoners.